# Periscyphis rubroantennatus
Periscyphis rubroantennatus är en kräftdjursart som beskrevs av Franco Ferrara1974. Periscyphis rubroantennatus ingår i släktet Periscyphis och familjen Eubelidae. Inga underarter finns listade i Catalogue of Life.